# Фудоки
Фудоки (яп. 風土記, «Описание обычаев земель») — наряду с «Кодзики» и «Нихонги» один из древнейших памятников японской письменности, относящийся к VIII веку. Содержит описания провинций древней Японии, причём до наших дней дошло пять описаний, которые относятся к провинциям Хитати, Харима, Бунго, Хидзэн и Идзумо. Фудоки были написаны камбуном с примесью манъёганы.
Фудоки описывают географические и административные особенности земель, содержат перечисление селений, наиболее значительных географических объектов, сведения о флоре и фауне, объяснение происхождения названий, обычаев, а также записи наиболее интересных местных легенд и сказаний. Полным списком до наших дней дошли только Идзумо Фудоки, остальные же в более или менее сокращенном виде. Также существуют фрагменты описаний ряда других провинций (главным образом в виде цитат в некоторых сочинениях вроде Сякунихонги - XIII в. и др.)